# Fundație Universitatea Versailles
La Fundație Universitatea Versailles (franceză Fondation Université de Versailles-Saint-Quentin-en-Yvelines) este un organism administrativ independent, care a fost stabilită prin UVSQ într-un efort de a stimula și de a promova dezvoltarea filantropiei.

## Istorie
După crearea fundației pentru 2011, livrarea primelor granturi pentru a sprijini experiența internațională are loc în 2014. Între octombrie 2014 și iunie 2015 a avut loc prima campanie de strangere de fonduri pentru biblioteca universității. Un inițiative de fonduri de solidaritate lansate în noiembrie 2015, urmat de Versailles Stiinte Lab a lunii. 2016 a văzut prezentarea primul premiu tinerele talente.

## Personalitate legată
- Nicolas Tenoux, fostul ambasador

## Președinții
- Jean-Luc Vayssière : 2011 - 2015
- Yves Fouchet : 2015 - ?